# Georg Schwab (Politiker)
Georg Schwab (* 16. April 1901 in Nürnberg; † 15. September 1979 in Redorf) war ein deutscher Politiker (FDP).
Schwab war Schmiede- und Installationsmeister. Zum 1. Mai 1937 trat er der NSDAP bei. Am 15. November 1965 rückte er für Ernst Falk in den Bayerischen Landtag nach und gehörte diesem etwa ein Jahr lang bis zum Ende der Wahlperiode an. Er vertrat dabei den Wahlkreis Mittelfranken und gehörte dem Ausschuss zur Information über Bundesangelegenheiten an.